# Michał Weichert

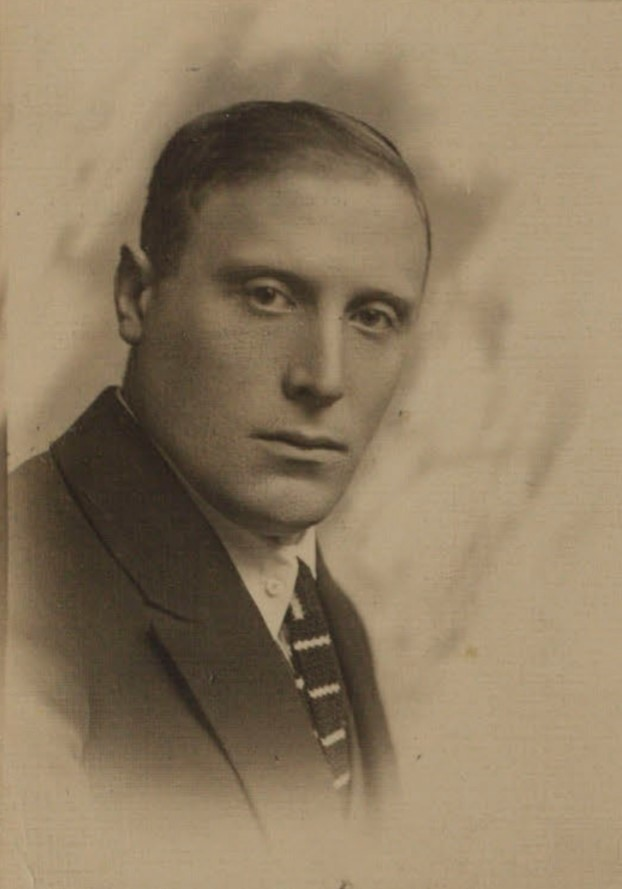
Michał Weichert (1923)

Michał Weichert (auch Michael, Michal; geboren 5. Mai 1890 in Staremiasto, Landkreis Podhajce, Österreich-Ungarn; gestorben 11. März 1967 in Tel Aviv) war ein polnischer Theaterproduzent in der jiddischen Sprache und Leiter der jüdischen Selbsthilfeorganisation im Polen unter deutscher Besatzungsverwaltung.

## Leben
Michał Weichert wuchs in Stanislau auf und studierte Jura, Literatur und Kunstgeschichte in Lemberg, Berlin und Wien, wo er 1916 als Jurist promovierte. In Berlin hospitierte er in Max Reinhardts Theater und ging 1918 nach Warschau. Dort begann er mit der Theaterarbeit in jiddischen Theatergruppen, unter anderem der Wilnaer Truppe von Ida Kamińska, und gab privaten Schauspielunterricht. Unter seinen Inszenierungen war die Dramatisierung von Schalom Aschs Kidush ha-Shem (1928) und Shaylok (1929); Aaron Zeitlins Gegenwartsdrama Yidn-shtot (1929) und Moshe Lifshits’ Lustspiel A mayse mit Hershele Ostropolyer (1930). Er arbeitete zeitweise mit dem Komponisten Henech Kon zusammen. Weichert beteiligte sich an der Gründung und Herausgabe zum Teil kurzlebiger literarischer und theaterliterarischer Zeitschriften. Eine Sammlung seiner Theaterkritiken erschien erstmals 1922 in Buchform. Weichert wurde von 1925 bis 1927 in die Leitung des Verbandes jiddischer Schauspieler gewählt und war zeitweise Vizepräsident des jüdischen Schriftstellerverbandes in Polen.
Zwischen 1932 und 1939 organisierte er mit eigenen Schauspielschülern das jiddische „Junge Theater“ („Yung-theater“) in Warschau. Da Weicherts Theater sich auf der linken politischen Seite engagierte, musste es 1937 unter dem politischen Druck der polnischen Regierung nach Wilna ausweichen. Das Theater experimentierte mit neuen Theaterformen wie der Einbeziehung des Zuschauerraums in die Bühne und der Einbeziehung des Zuschauers in die Handlung.
Während der deutschen Besetzung Polens wurde von den jüdischen Wohlfahrtsorganisationen die Dachorganisation „Jüdische Soziale Selbsthilfe“ (JSS; Yidishe Sotsyale Aleynhilf) gegründet, deren Vorsitzender Weichert wurde. Die Organisation war von der Abteilung „Bevölkerungswesen und Fürsorge“ der deutschen Verwaltung des Generalgouvernements angeordnet worden und musste 1940 ihren Sitz in Krakau nehmen, woraufhin Weichert mit seiner Familie dorthin zog und seit März 1941 in dem von den Deutschen angeordneten Krakauer Ghetto wohnte. Die JSS erhielt einen Teil der im neutralen Ausland und vom Roten Kreuz aufgebrachten Spenden für die polnische Bevölkerung und bis zum Kriegseintritt der USA auch Hilfe vom Joint Distribution Committee. Diese Mittel verteilte die JSS an die regionalen Ableger der Organisation und unterstützte diese gegenüber der lokalen Administration durch die deutschen Kreishauptleute. Nach der von den Deutschen angeordneten Schließung der JSS wurde Weichert zunächst zu Zwangsarbeit verpflichtet, bevor die deutsche Besatzungsverwaltung es ihm erlaubte, eine neue Organisation unter der Bezeichnung „Jüdische Unterstützungsstelle“ (JUS) einzurichten und zu leiten. Als im März 1943 das Krakauer Ghetto vollständig geräumt wurde und dessen restliche Bewohner in das benachbarte KZ Plaszow oder in die Vernichtungslager deportiert wurden, behielt Weichert Büro und Wohnung außerhalb des Konzentrationslagers. Ab Juli 1944 lebte er bis zur Befreiung Krakaus mit seiner Familie im Versteck, der deutsche Verwaltungsbeamte Lothar Weirauch habe ihm, so behauptete er später, dabei geholfen.
Nach Kriegsende wurde Weichert von den polnischen Behörden verhaftet und wegen Kollaboration angeklagt, aber am 7. Januar 1946 freigesprochen. Dagegen sprach ein Ehrengericht beim Zentralkomitee der Polnischen Juden ihn am 29. Dezember 1949 als Kollaborateur schuldig. Er wurde deshalb in keinen der Juristen- und Schriftstellerverbände Polens aufgenommen. Die Arbeit des JSS und der JUS ist wie die Arbeit der Judenräte umstritten, und ihre Wirkung ist geschichtswissenschaftlich immer noch wenig aufgearbeitet.
1958 emigrierte Weichert nach Israel, wo er eine autobiografische Schrift und ein Buch über die Jüdische Selbsthilfe veröffentlichte. Der vierte Band seiner Memoiren erschien postum 1970.

## Schriften (Auswahl)
- Abraham Goldfaden: Ṭrupe Ṭanentsap: a goldfaden-shpil in a Galitsish shṭeṭl. Tel-Aviv: ha-Menorah, 1966 (jiddisch)
- Yidishe aleynhilf nayntsn-nayn un draysik - nayntsn-finf un firtsik. Tel Aviv: Menorah, 1962 (he)
- Teater un drame. Warschau: Farlag „Yidish“, 1922 (jiddisch)
- Zikhroynes. Tel-Aviv: Farlag Menorah 1960–70 (jiddisch)

### Weitere Literatur
- David Engel: Who Is a Collaborator?: The Trials of Michał Weichert. In: The Jews in Poland, Band 2, Hrsg. Sławomir Kapralski, S. 339–370 Krakau 1999
- Zalmen Zylbercweig: Vaykhert, Mikhal, Dr. In: Leksikon fun Yidishn Teater, Band 1, Sp. 676–678, New York, 1931